# AGM-65 메버릭
AGM-65 매버릭(영어: AGM-65 Maverick)은 근접공중지원(CAS), prohibition, forceful prevention을 위해 설계된 미국 레이시온의 공대지 미사일이다. 전차, 장갑차, 방공망, 선박, 육상수송차량, 연료기지 등 넓은 범위의 전술적 목표물들에 대해 유효하다.
무게 300 kg, 사거리 22 km인 레이시온 매버릭은 무게 50 kg, 사거리 8 km인 록히드 마틴 헬파이어 미사일과 동일한 1972년에 개발되었다.
1991년 걸프전의 사막의 폭풍 작전에서 장갑차량을 파괴하기 위해 F-16, A-10기에서 사용되었다. 매버릭은 이라크에서의 군사 작전에서, 매우 넓은 부분을 담당하였다.

## 발사 플랫폼
LAU-117 매버릭은 다음의 비행기에서 사용할 수 있다:
- A-4 스카이호크
- 그러먼 A-6 인트루더
- A-7 콜세어 II
- A-10 썬더볼트 II
- AV-8 해리어2
- F-4 팬텀
- F-5 프리덤 파이터
- F-15 이글
- F/A-18 호넷
- F-111
- P-3 오라이온
- SH-2G
- 해리어GR.7
- A-50
- 파나비아 토네이도
- J-22 오라오.

## 제원

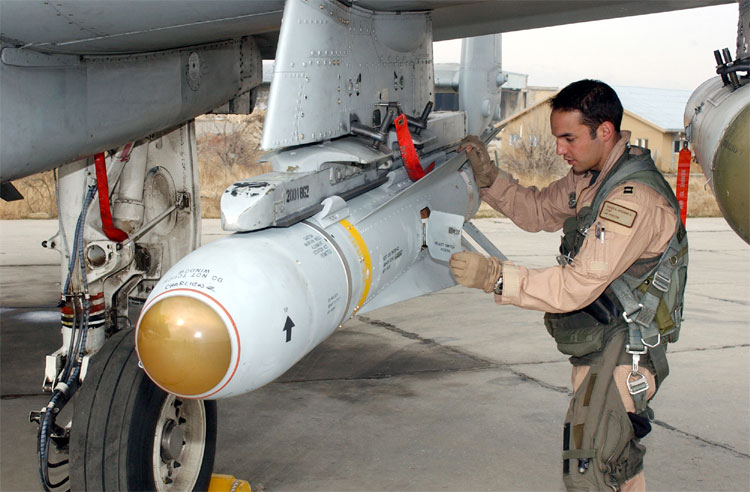
A-10 썬더볼트 II의 조종사가 매버릭을 점검하고 있다

- 기능: 공대지 유도 미사일. 지상의 장갑차, 방공망, 선박, 육상운송수단, 연료저장소 등을 파괴
- 계약자: 휴즈 항공; 레이시언.
- 엔진: Thiokol TX-481 dual-thrust solid propellant rocket motor
- 길이: 2.55 m (8 ft 2 in)
- 발사중량: 208 ~ 302 kg (462 ~ 670 lb) 모델과 탄두중량에 따라 다름
- 직경: 305 mm (12 in)
- 날개폭: 710 mm (2 ft 4 in)
- 사거리:
  - 27 km (17 마일, 15 해리) - 고고도
  - 13 km (8 마일, 7 해리) - 저고도
- 유도방식:
  - 전자광학(EO: Electro-optical): A, B, H, J, K 모델
  - 적외선 이미지: D, F, G 모델
  - 레이저 유도: E 모델
- 탄두:
  - 57 kg (125 lb) hollow charge with contact fuze in A, B, D, H 모델
  - 135 kg (300 lb) high explosive penetrator with delayed fuze in E, F, G, J, K 모델
- 단가: 최대 US$160,000
- 실전배치일: 1972년 8월

## 같이 보기
- 미사일 목록
- JAGM
- 브림스톤 미사일
- AGM-169 Joint Common Missile
- AGM-114 헬파이어
- 나그 미사일
- 님로드 미사일
- TRIGAT-LR
- 스파이크 미사일